# ATP da Basileia
O Swiss Indoors é um torneio de tênis masculino disputado anualmente na Basileia, Suíça, como parte do circuito ATP. Criado em 1970, ele é tradicionalmente disputado no mês de outubro. Até 2008, o torneio fazia parte dos "International Series", com uma pontuação de 175 pontos, o que corresponde hoje aos torneios ATP 500, mas a partir de 2009, o torneio passa a ser um "ATP 500", o que até 2008 seria "International Series Gold".

## História
O torneio foi disputado pela primeira vez em 1970, em uma sala inflável especialmente construída para acolher o evento. O vencedor recebeu um relógio de pulso como prêmio. Foi somente em 1975 que o torneio se mudou para a recém construída St. Jakobshalle. Em 1977, o torneio ganhou notoriedade e popularidade entre os espectadores e tenistas com a vinda de Björn Borg. 
Em 2006 o valor total dos prêmios foi de 850 000 euros, e com um orçamento de 14 milhões de francos é o maior evento esportivo da Suíça.
O tenista com mais conquistas no torneio da Basileia é o suíço Roger Federer, que venceu a competição da sua cidade natal em 2006, 2007, 2008, 2010, 2011, 2014, 2015, 2017, 2018 e 2019.
Federer detém, neste torneio, o recorde de maior participações em finais em série de um torneio da ATP, sendo 10 finais de 2006 a 2015. Se não for contado o ano de 2016, no qual ele não participou, esse número sobre para 13 finais em série, feito inigualado na história do tênis na era aberta.

## Finais

### Simples
| Ano                                                                | Campeão                    | Vice-campeão          | Resultado                  |
| ------------------------------------------------------------------ | -------------------------- | --------------------- | -------------------------- |
| 2024                                                               | Giovanni Mpetshi Perricard | Ben Shelton           | 6–4, 7–64                  |
| 2023                                                               | Félix Auger-Aliassime      | Hubert Hurkacz        | 7–63, 7–65                 |
| 2022                                                               | Félix Auger-Aliassime      | Holger Rune           | 6–3, 7–5                   |
| Torneio não realizado em 2021 e 2020 devido à pandemia de COVID-19 |                            |                       |                            |
| 2019                                                               | Roger Federer              | Alex de Minaur        | 6–2, 6–2                   |
| 2018                                                               | Roger Federer              | Marius Copil          | 7–65, 6–4                  |
| 2017                                                               | Roger Federer              | Juan Martín del Potro | 56–7, 6–4, 6–3             |
| 2016                                                               | Marin Čilić                | Kei Nishikori         | 6–1, 7–65                  |
| 2015                                                               | Roger Federer              | Rafael Nadal          | 6–3, 5–7, 6–3              |
| 2014                                                               | Roger Federer              | David Goffin          | 6–2, 6–2                   |
| 2013                                                               | Juan Martín del Potro      | Roger Federer         | 7–63, 2–6, 6–4             |
| 2012                                                               | Juan Martín del Potro      | Roger Federer         | 6–4, 56–7, 7–63            |
| 2011                                                               | Roger Federer              | Kei Nishikori         | 6–1, 6–3                   |
| 2010                                                               | Roger Federer              | Novak Djokovic        | 6–4, 3–6, 6–1              |
| 2009                                                               | Novak Djokovic             | Roger Federer         | 6–4, 4–6, 6–2              |
| 2008                                                               | Roger Federer              | David Nalbandian      | 6–3, 6–4                   |
| 2007                                                               | Roger Federer              | Jarkko Nieminen       | 6–3, 6–4                   |
| 2006                                                               | Roger Federer              | Fernando González     | 6–3, 6–2, 7–63             |
| 2005                                                               | Fernando González          | Marcos Baghdatis      | 86–7, 6–3, 7–5, 6–4        |
| 2004                                                               | Jiří Novák                 | David Nalbandian      | 5–7, 6–3, 6–4, 1–6, 6–2    |
| 2003                                                               | Guillermo Coria            | David Nalbandian      | w.o.                       |
| 2002                                                               | David Nalbandian           | Fernando González     | 6–4, 6–3, 6–2              |
| 2001                                                               | Tim Henman                 | Roger Federer         | 6–3, 6–4, 6–2              |
| 2000                                                               | Thomas Enqvist             | Roger Federer         | 6–2, 4–6, 7–64, 1–6, 6–1   |
| 1999                                                               | Karol Kučera               | Tim Henman            | 6–4, 7–610, 4–6, 4–6, 7–62 |
| 1998                                                               | Tim Henman                 | Andre Agassi          | 6–4, 6–3, 3–6, 6–4         |
| 1997                                                               | Greg Rusedski              | Mark Philippoussis    | 6–3, 7–66, 7–63            |
| 1996                                                               | Pete Sampras               | Hendrik Dreekmann     | 7–5, 6–2, 6–0              |
| 1995                                                               | Jim Courier                | Jan Siemerink         | 26–7, 7–65, 5–7, 6–2, 7–5  |
| 1994                                                               | Wayne Ferreira             | Patrick McEnroe       | 4–6, 6–2, 7–67, 6–3        |
| 1993                                                               | Michael Stich              | Stefan Edberg         | 6–4, 56–7, 6–3, 6–2        |
| 1992                                                               | Boris Becker               | Petr Korda            | 3–6, 6–3, 6–2, 6–4         |
| 1991                                                               | Jakob Hlasek               | John McEnroe          | 7–64, 6–0, 6–3             |
| 1990                                                               | John McEnroe               | Goran Ivanišević      | 6–7, 4–6, 7–6, 6–3, 6–4    |
| 1989                                                               | Jim Courier                | Stefan Edberg         | 7–6, 3–6, 2–6, 6–0, 7–5    |
| 1988                                                               | Stefan Edberg              | Jakob Hlasek          | 7–5, 6–3, 3–6, 6–2         |
| 1987                                                               | Yannick Noah               | Ronald Agenor         | 7–6, 6–4, 6–4              |
| 1986                                                               | Stefan Edberg              | Yannick Noah          | 7–6, 6–2, 6–7, 7–6         |
| 1985                                                               | Stefan Edberg              | Yannick Noah          | 6–7, 6–4, 7–6, 6–1         |
| 1984                                                               | Joakim Nyström             | Tim Wilkison          | 6–3, 3–6, 6–4, 6–2         |
| 1983                                                               | Vitas Gerulaitis           | Wojtek Fibak          | 4–6, 6–1, 7–5, 5–5, ab.    |
| 1982                                                               | Yannick Noah               | Mats Wilander         | 6–4, 6–2, 6–3              |
| 1981                                                               | Ivan Lendl                 | José Luis Clerc       | 6–2, 6–3, 6–0              |
| 1980                                                               | Ivan Lendl                 | Björn Borg            | 6–3, 6–2, 5–7, 0–6, 6–4    |
| 1979                                                               | Brian Gottfried            | Johan Kriek           | 7–5, 6–1, 4–6, 6–3         |
| 1978                                                               | Guillermo Vilas            | John McEnroe          | 6–3, 5–7, 7–5, 6–4         |
| 1977                                                               | Björn Borg                 | John Lloyd            | 6–4, 6–2, 6–3              |
| 1976                                                               | Jan Kodeš                  | Jiří Hřebec           | 6–4, 6–2, 6–3              |
| 1975                                                               | Jiří Hřebec                | Ilie Năstase          | 6–1, 7–6, 2–6, 6–4         |
| 1974                                                               | Roger Taylor               | Petr Kanderal         | 6–4, 6–2                   |
| 1973                                                               | Jean-Claude Barclay        | Leonardo Manta        | 6–3, 7–5                   |
| 1972                                                               | Michel Burgener            | Petr Kanderal         | 7–5, 4–6, 6–0              |
| 1971                                                               | Jiří Zahradníček           | Petr Kanderal         | 6–4, 5–7, 6–3              |
| 1970                                                               | Klaus Berger               | Ernst Schori          | 6–3, 6–1                   |

### Duplas
| Ano                                                                | Campeões                                 | Vice-campeões                         | Resultado          |
| ------------------------------------------------------------------ | ---------------------------------------- | ------------------------------------- | ------------------ |
| 2024                                                               | Jamie Murray John Peers                  | Wesley Koolhof Nikola Mektić          | 6–3, 7–5           |
| 2023                                                               | Santiago González Édouard Roger-Vasselin | Hugo Nys Jan Zieliński                | 86–7, 7–63, [10–1] |
| 2022                                                               | Ivan Dodig Austin Krajicek               | Nicolas Mahut Édouard Roger-Vasselin  | 6–4, 7–65          |
| Torneio não realizado em 2021 e 2020 devido à pandemia de COVID-19 |                                          |                                       |                    |
| 2019                                                               | Jean-Julien Rojer Horia Tecău            | Taylor Fritz Reilly Opelka            | 7–5, 6–3           |
| 2018                                                               | Dominic Inglot Franko Škugor             | Alexander Zverev Mischa Zverev        | 6–2, 7–5           |
| 2017                                                               | Ivan Dodig Marcel Granollers             | Fabrice Martin Édouard Roger-Vasselin | 7–5, 7–66          |
| 2016                                                               | Marcel Granollers Jack Sock              | Robert Lindstedt Michael Venus        | 6–3, 6–4           |
| 2015                                                               | Alexander Peya Bruno Soares              | Jamie Murray John Peers               | 7–5, 7–5           |
| 2014                                                               | Vasek Pospisil Nenad Zimonjić            | Marin Draganja Henri Kontinen         | 7–613, 1–6, [10–5] |
| 2013                                                               | Treat Conrad Huey Dominic Inglot         | Julian Knowle Oliver Marach           | 6–3, 3–6, [10–4]   |
| 2012                                                               | Daniel Nestor Nenad Zimonjić             | Treat Conrad Huey Dominic Inglot      | 7–5, 46–7, [10–5]  |
| 2011                                                               | Michaël Llodra Nenad Zimonjić            | Max Mirnyi Daniel Nestor              | 6–4, 7–5           |
| 2010                                                               | Bob Bryan Mike Bryan                     | Daniel Nestor Nenad Zimonjić          | 6–3, 3–6, [10–3]   |
| 2009                                                               | Daniel Nestor Nenad Zimonjić             | Bob Bryan Mike Bryan                  | 6–3, 6–2           |
| 2008                                                               | Mahesh Bhupathi Mark Knowles             | Christopher Kas Philipp Kohlschreiber | 6–3, 6–3           |
| 2007                                                               | Bob Bryan Mike Bryan                     | James Blake Mark Knowles              | 6–1, 6–1           |
| 2006                                                               | Mark Knowles Daniel Nestor               | Mariusz Fyrstenberg Marcin Matkowski  | 4–6, 6–4, [10–8]   |
| 2005                                                               | Agustín Calleri Fernando González        | Stephen Huss Wesley Moodie            | 7–5, 7–5           |
| 2004                                                               | Bob Bryan Mike Bryan                     | Lucas Arnold Ker Mariano Hood         | 7–69, 6–2          |
| 2003                                                               | Mark Knowles Daniel Nestor               | Lucas Arnold Ker Mariano Hood         | 6–4, 6–2           |
| 2002                                                               | Bob Bryan Mike Bryan                     | Mark Knowles Daniel Nestor            | 7–61, 7–5          |
| 2001                                                               | Ellis Ferreira Rick Leach                | Mahesh Bhupathi Leander Paes          | 7–63, 6–4          |
| 2000                                                               | Donald Johnson Piet Norval               | Roger Federer Dominik Hrbatý          | 7–69, 4–6, 7–64    |
| 1999                                                               | Brent Haygarth Aleksandar Kitinov        | Jiří Novák David Rikl                 | 0–6, 6–4, 7–5      |
| 1998                                                               | Olivier Delaître Fabrice Santoro         | Piet Norval Kevin Ullyett             | 6–3, 7–6           |
| 1997                                                               | Tim Henman Marc Rosset                   | Karsten Braasch Jim Grabb             | 7–6, 6–7, 7–6      |
| 1996                                                               | Yevgeny Kafelnikov Cyril Suk             | David Adams Menno Oosting             | 6–3, 6–4           |
| 1995                                                               | Cyril Suk Daniel Vacek                   | Mark Keil Peter Nyborg                | 3–6, 6–3, 6–3      |
| 1994                                                               | Patrick McEnroe Jared Palmer             | Lan Bale John-Laffnie de Jager        | 6–3, 7–6           |
| 1993                                                               | Byron Black Jonathan Stark               | Neil Broad Gary Muller                | 3–6, 7–5, 6–3      |
| 1992                                                               | Tom Nijssen Cyril Suk                    | Karel Nováček David Rikl              | 6–3, 6–4           |
| 1991                                                               | Jakob Hlasek Patrick McEnroe             | Petr Korda John McEnroe               | 3–6, 7–6, 7–6      |
| 1990                                                               | Stefan Kruger Christo Van Rensburg       | Neil Broad Gary Muller                | 4–6, 7–6, 6–3      |
| 1989                                                               | Udo Riglewski Michael Stich              | Omar Camporese Claudio Mezzadri       | 6–3, 4–6, 6–0      |
| 1988                                                               | Jakob Hlasek Tomáš Šmíd                  | Jeremy Bates Peter Lundgren           | 6–3, 6–1           |
| 1987                                                               | Anders Järryd Tomáš Šmíd                 | Stanislav Birner Jaroslav Navrátil    | 6–4, 6–3           |
| 1986                                                               | Guy Forget Yannick Noah                  | Jan Gunnarsson Tomáš Šmíd             | 7–6, 6–4           |
| 1985                                                               | Tim Gullikson Tom Gullikson              | Mark Dickson Tim Wilkison             | 4–6, 6–4, 6–4      |
| 1984                                                               | Pavel Složil Tomáš Šmíd                  | Stefan Edberg Tim Wilkison            | 7–6, 6–2           |
| 1983                                                               | Pavel Složil Tomáš Šmíd                  | Stefan Edberg Florin Segărceanu       | 6–1, 3–6, 7–6      |
| 1982                                                               | Henri Leconte Yannick Noah               | Fritz Buehning Pavel Složil           | 6–2, 6–2           |
| 1981                                                               | José Luis Clerc Ilie Năstase             | Markus Günthardt Pavel Složil         | 7–6, 6–7, 7–6      |
| 1980                                                               | Kevin Curren Steve Denton                | Bob Hewitt Frew McMillan              | 6–7, 6–4, 6–4      |
| 1979                                                               | Bob Hewitt Frew McMillan                 | Brian Gottfried Raúl Ramírez          | 6–3, 6–4           |
| 1978                                                               | Wojtek Fibak John McEnroe                | Bruce Manson Andrew Pattison          | 7–6, 7–5           |
| 1977                                                               | Mark Cox Buster Mottram                  | John Feaver John James                | 7–5, 6–4, 6–3      |
| 1976                                                               | Frew McMillan Tom Okker                  | Jiří Hřebec Jan Kodeš                 | 6–4, 7–6, 6–4      |